# TSZ Blau-Gelb Bremen
Das TSZ Blau-Gelb Tanzsportzentrum Bremen e. V. ist ein Tanzsportverein in Bremen. Der Verein wurde am 20. Juni 1991 gegründet und ist auf den Tanzsport in den lateinamerikanischen Tänzen spezialisiert. Für den Verein treten mehrere Einzelpaare an. Darüber hinaus verfügte der Verein zeitweise über mehrere Lateinformationen. Das A-Team tanzte vorübergehend in der 1. Bundesliga Latein.

## Standardformation
2003 trat der TSZ Blau-Gelb Bremen mit einer Standardformation in der Regionalliga Nord-West Standard an. Die Formation, die von Rainer Badenhop und Martina Wilkens trainiert wurde, startete aber nur diese eine Saison.

## Lateinformationen

### A-Team
Das A-Team des TSZ Blau-Gelb Bremen besteht seit 1991 und trat in der Saison 1991/92 mit dem musikalischen Thema „Harry Belafonte“ in der Landesliga Nord Latein an. Bereits in der Saison 1992/93 wurde mit dem musikalischen Thema „Werbespots/Coca-Cola“ der Aufstieg in die Oberliga Nord Latein erreicht.
Bis zur Saison 1997/98 tanzte das A-Team in der Oberliga Nord Latein:
- 1993/94: „Werbespots/Coca-Cola“
- 1994/95 und 1995/96: „Frank Sinatra“
- 1996/97 und 1997/98: „Sister Act“

In der Saison 1997/98 erreichte das Team den 2. Platz in der Oberliga Nord und stieg in die Regionalliga Nord Latein auf. Dort tanzte es zum musikalischen Thema „Israel“ und erreichte in der Saison 1999/00 den 1. Platz. Im folgenden Aufstiegsturnier zur 2. Bundesliga belegte das Team den 3. Platz und verpasste so den Aufstieg.
Das Team löste sich nach dem verpassten Aufstieg in die 2. Bundesliga auf, so dass das TSZ Blau-Gelb Bremen in der Saison 2000/01 keine Formation in den Ligawettkämpfen am Start hatte. Bereits ein Jahr später aber wurde mit dem musikalischen Thema „Italia“ ein Neuanfang in der Landesliga Nord Latein gewagt.
Die folgenden Jahre belegte das A-Team am Ende der Saison immer den 1. Platz, so dass es den „Durchmarsch“ von der Landesliga Nord Latein bis in die 1. Bundesliga Latein schaffte:
- 2001/02: Landesliga Nord mit dem musikalischen Thema „Italia“, 1. Platz
- 2002/03: Oberliga Nord mit dem musikalischen Thema „Italia“, 1. Platz
- 2003/04: Regionalliga Nord mit dem musikalischen Thema „Indian Summer“, 1. Platz; auch das Aufstiegsturnier zur 2. Bundesliga gewann das Team
- 2004/05: 2. Bundesliga mit dem musikalischen Thema „Indian Summer“, 1. Platz

In der Saison 2005/06 tanzte das Team zum musikalischen Thema „Nightclub“ in der 1. Bundesliga Latein, konnte die Liga aber nicht halten und stieg am Ende wieder in die 2. Bundesliga Latein ab. Im Jahr darauf konnte mit dem Thema „Theatro Latissimo“ die 2. Bundesliga wieder gewonnen und so der erneute Aufstieg in die 1. Bundesliga erreicht werden.
In der Saison 2007/08 tanzte das A-Team des TSZ Blau-Gelb Bremen erneut zum musikalischen Thema „Theatro Latissimo“, belegte am Ende aber den 8. Platz und steig in die 2. Bundesliga Latein ab. Für die Saison 2008/09 zog der Verein das A-Team aus der 2. Bundesliga zurück. Auf den freiwerdenden Startplatz rückte der viertplatzierte des Aufstiegsturniers zur 2. Bundesliga Latein der Saison 2007/2008, die TSG Bremerhaven mit ihrem A-Team, nach. Das Team trennte sich nach dieser Saison.
Ein neugegründetes A-Team startet in der Saison 2008/09 in der Regionalliga Nord Latein. Trainer des Teams waren Andrea Niestedt und Stefan Dieckmann. Die Mannschaft stieg am Ende der Saison 2010/11 in die Oberliga Nord Latein ab. Musikalisches Thema war „Bodylanguage“.
In den folgenden Jahren tanzte die Formation in der Oberliga Nord, 2011/12 zum musikalischen Thema „I am.. yours“, 2012/13 zum musikalischen Thema „Nightclub“ und 2013/14 zum musikalischen Thema „Bodylanguage“. In der Saison 2013/14 nahm die Mannschaft, die in dieser Saison nur aus sechs Paaren bestand, nur am ersten Ligaturnier teil. Aufgrund personeller Engpässe löste sich die Mannschaft anschließend auf.

### B-Team
Das B-Team des TSZ Blau-Gelb Bremen wurde 2004 gegründet und trat in der Saison 2004/05 erstmals in der Landesliga Nord Latein mit dem musikalischen Thema „Frank Sinatra“ an. Als Ligazweiter zur Relegation qualifiziert, gewann die Mannschaft diese und stieg in die Oberliga Nord Latein auf. Dort tanzte das Team erneut zum Thema „Frank Sinatra“ und erreichte mit dem 1. Platz der Oberliga Nord Latein den Direktaufstieg in die Regionalliga Nord Latein.
In der Saison 2006/07 konnte die Liga nicht gehalten werden. Mit dem musikalischen Thema „Rumenia – Hai sá dansán“ belegte das Team Platz 8 in der Abschlusstabelle und stieg wieder in die Oberliga Nord Latein ab, wo es in der Saison 2007/08 mit dem Thema „Theatro Latissimo“ antrat. Hier erreichte es den 3. Platz und somit den Aufstieg in die Regionalliga Nord Latein, in der das Team in der Saison 2008/09 aber nicht mehr antrat.
In der Saison 2009/10 trat erneut ein B-Team in der Landesliga Nord Latein an. Die Mannschaft konnte sich durch den 1. Platz der Tabelle für das Aufstiegsturnier zur Oberliga Nord Latein qualifizieren. Sie erreichte mit dem 3. Platz den Aufstieg, trat in der nächsten Saison aber nicht wieder an. Musikalisches Thema der Mannschaft war „Bodylanguage“.

### C-Team
Das C-Team des TSZ Blau-Gelb Bremen ging in der Saison 2006/07 und 2007/08 in der Landesliga Nord Latein mit dem musikalischen Thema „Sister Act“ an den Start und trennte sich danach.